# Iaidō

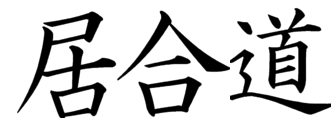
Iaido in kanji.

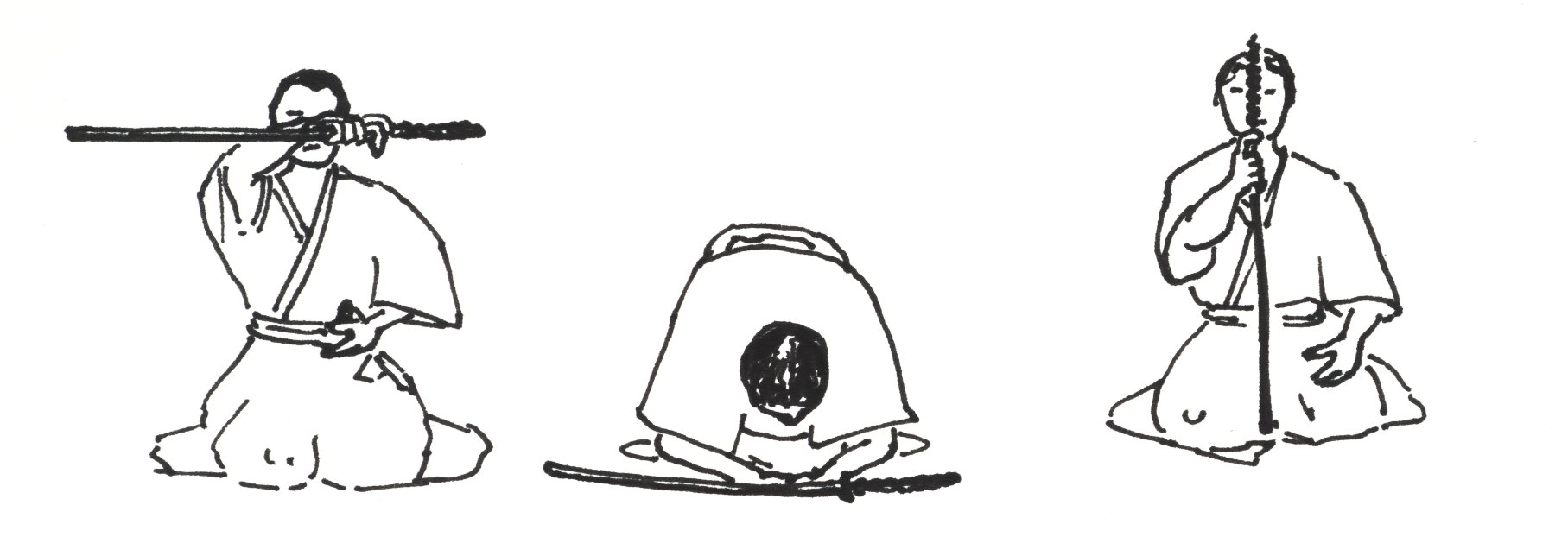
Dimostrazione di rispetto verso la spada (tourei) prima e dopo la pratica

Lo iaidō (居合道? lett. "via (道?, dō) dell'unione (合?, ai) dell'essere (居?, i)") è un'arte marziale giapponese, influenzata dalla dottrina zen, che trae le sue radici dalle antiche scuole di kenjutsu e iaijutsu frequentate dai buke in genere (ma specialmente dai samurai) e che hanno avuto il loro massimo splendore intorno al XVI secolo.
Lo iaidō è l'arte dell'estrazione della spada. Scopo ultimo di questa disciplina è la perfetta e armonica unione con sé stessi e con l'Universo.
Storicamente, lo iaidō trovava applicazione nei duelli tra samurai dove la morte di uno (o entrambi) i contendenti solitamente avveniva dopo uno o al massimo due scambi. In tali condizioni l'abilità tecnica richiesta era massima e infatti era altresì possibile che un duello si concludesse anche solo con l'estrazione della spada e il successivo singolo fendente. Ecco quindi spiegata l'importanza fondamentale dell'arte dell'estrazione della spada nella vita del samurai.
Al giorno d'oggi, e a cominciare dalla Restaurazione Meiji, lo studio della katana ha acquisito valore prettamente interiore, come mezzo di indagine del profondo alla scoperta dell'essere, ed è in base a questi presupposti che le koryū di kenjutsu e iaijutsu sono evolute verso il kendō e lo iaidō.
L'essenza dello iaidō è racchiusa nella frase saya no uchi de katsu (鞘の内で勝つ) («vincere [con la spada] nel fodero», vincere senza sfoderare) ovvero avere e dimostrare una conoscenza tale da indurre l'avversario ad abbandonare la contesa ancora prima di averla iniziata. Tale principio è espresso, ad esempio, da Yagyū Munenori nel suo trattato Heihō kadensho ed esplicitato ne «la spada che dà la vita» (katsushinken).
La disciplina è praticabile da uomini e donne, senza limiti di età. La diffusione della disciplina dello Iaido ha molti artefici in Giappone e nel mondo. Tra tutti questi, un ruolo di preminenza organizzativa, e nel numero di praticanti attivi nella disciplina, spetta alla All Japan Kendo Federation, che nel tempo ha raccolto ed elaborato l'esercizio pratico di dodici kata seitei-iai ideali per avvicinarsi alla pratica e per approfondirla successivamente. Acquisita la padronanza di tali kata dopo un periodo di pratica variabile, ma comunque dell'ordine del paio d'anni, è possibile approfondire lo studio dei vari stili delle diverse koryū tradizionali, fra le quali una delle più note è la Muso Shinden Ryū.
Lo iaidō, insieme al kendō e al jodo, nella sua corrente maggiore per numero di praticanti, afferisce alla All Japan Kendo Federation (AJKF/ZNKR) e alla International Kendo Federation (FIK)  che ne promuovono lo sviluppo a livello mondiale, mentre a livello europeo il riferimento è la European Kendo Federation (EKF). In Italia lo iaidō ZNKR (Seitei) è promosso dalla Confederazione Italiana Kendo (l'unica riconosciuta dalla IKF e dall'EKF) e dalla Federazione Italiana Kendo (l'unica riconosciuta dall'antica Dai Nippon Butoku Kai). Una delle principali koryū praticate in Italia è la Hoki Ryu la cui pratica è promossa dall'Istituto Iaido Italia.